# Campionati europei di atletica leggera 2024 - Marcia 20 km maschile
La marcia 20 km maschile dei campionati europei di atletica leggera 2024 si è svolta l'8 giugno nel percorso creato nelle strade di Roma, in Italia.

## Podio
| Pos.    | Atleta              | Nazionalità | Tempo    | Note                                     |
| ------- | ------------------- | ----------- | -------- | ---------------------------------------- |
| Oro     | Perseus Karlström   | Svezia      | 1h19'13" |                                          |
| Argento | Paul McGrath        | Spagna      | 1h19'31" |                                          |
| Bronzo  | Francesco Fortunato | Italia      | 1h19'54" | Miglior prestazione personale stagionale |

## Situazione pre-gara

### Record
Prima di questa competizione, il record del mondo (RM), il record europeo (EU) e il record dei campionati (RC) erano i seguenti.
| Record                | Prestazione | Atleta                            | Data                           | Competizione                                 |
| --------------------- | ----------- | --------------------------------- | ------------------------------ | -------------------------------------------- |
| Record mondiale       | 1h16'36"    | Yusuke Suzuki Giappone            | 15 marzo 2015 Nomi, Giappone   |                                              |
| Record europeo        | 1h17'02"    | Yohann Diniz Francia              | 8 marzo 2015 Arles, Francia    | Campionati francesi di atletica leggera 2015 |
| Record dei campionati | 1h18'37"    | Francisco Javier Fernández Spagna | 6 agosto 2002 Monaco, Germania | Europei 2002                                 |

### Campione in carica
Il campione europeo in carica era:
| Campione | Atleta               | Prestazione | Data                                       | Competizione |
| -------- | -------------------- | ----------- | ------------------------------------------ | ------------ |
| Europeo  | Álvaro Martín Spagna | 1h19'11"    | 20 agosto 2022 Monaco di Baviera, Germania | Europei 2022 |

### La stagione
Prima di questa gara, gli atleti europei con le migliori tre prestazioni dell'anno erano:
| Pos. | Atleta               | Prestazione | Data                              |
| ---- | -------------------- | ----------- | --------------------------------- |
| 1    | Massimo Stano Italia | 1h17'26"    | 3 marzo 2024 Taicang, Cina        |
| 2    | Álvaro Martín Spagna | 1h17'49"    | 18 maggio 2024 La Coruña, Spagna  |
| 3    | Paul McGrath Spagna  | 1h17'55"    | 25 febbraio 2024 Zaragoza, Spagna |

## Risultati

### Finale
La finale si è disputata dalle 18:00 dell'8 giugno:
| Pos.    | Atleta                 | Nazione       | Tempo    | Note                                     |
| ------- | ---------------------- | ------------- | -------- | ---------------------------------------- |
| Oro     | Perseus Karlström      | Svezia        | 1h19'13" |                                          |
| Argento | Paul McGrath           | Spagna        | 1h19'31" | ~                                        |
| Bronzo  | Francesco Fortunato    | Italia        | 1h19'54" | Miglior prestazione personale stagionale |
| 4       | Gabriel Bordier        | Francia       | 1h20'45" | ~                                        |
| 5       | Veli-Matti Partanen    | Finlandia     | 1h20'52" | ~                                        |
| 6       | Riccardo Orsoni        | Italia        | 1h21'08" |                                          |
| 7       | Maher Ben Hlima        | Polonia       | 1h21'12" | ~                                        |
| 8       | Leo Köpp               | Germania      | 1h21'19" |                                          |
| 9       | Callum Wilkinson       | Gran Bretagna | 1h21'34" |                                          |
| 10      | Ihor Hlavan            | Ucraina       | 1h22'03" | ~                                        |
| 11      | Kevin Campion          | Francia       | 1h22'21" | ~                                        |
| 12      | Aurélien Quinion       | Francia       | 1h22'38" | ~                                        |
| 13      | Dominik Černý          | Slovacchia    | 1h22'56" |                                          |
| 14      | Diego García Carrera   | Spagna        | 1h22'56" |                                          |
| 15      | Artur Brzozowski       | Polonia       | 1h23'05" | >~                                       |
| 16      | Máté Helebrandt        | Ungheria      | 1h23'22" | ~                                        |
| 17      | Serhii Svitlychnyi     | Ucraina       | 1h23'49" | Miglior prestazione personale stagionale |
| 18      | Vít Hlaváč             | Rep. Ceca     | 1h23'53" | >                                        |
| 19      | Miroslav Úradník       | Slovacchia    | 1h24'04" | ~                                        |
| 20      | Bence Venyercsán       | Ungheria      | 1h24'08" | ~                                        |
| 21      | Raivo Saulgriezis      | Lettonia      | 1h24'18" |                                          |
| 22      | Jerry Jokinen          | Finlandia     | 1h24'41" | Miglior prestazione nazionale under 23   |
| 23      | Oisin Lane             | Irlanda       | 1h25'02" | ~                                        |
| 24      | Mazlum Demir           | Turchia       | 1h26'33" |                                          |
| 25      | Nathaniel Seiler       | Germania      | 1h27'42" | ~                                        |
| 26      | Ivan Banzeruk          | Ucraina       | 1h28'25" | >                                        |
| 26      | Norbert Tóth           | Ungheria      | 1h30'02" | >                                        |
| -       | Hayrettin Yildiz       | Turchia       | dnf      | >                                        |
| -       | Alexandros Papamichail | Grecia        | dnf      | ~                                        |
| -       | Gianluca Picchiottino  | Italia        | dnf      | ~                                        |
| -       | Christopher Linke      | Germania      | dnf      | ~                                        |
| -       | Alberto Amezcua        | Spagna        | dnf      | ~                                        |
| -       | Salih Korkmaz          | Turchia       | dnf      | ~                                        |
| -       | Marius Žiūkas          | Lituania      | dq       | >                                        |
| -       | Aleksi Ojala           | Finlandia     | dq       | >~>~                                     |